# Teócrito
Teócrito (em grego:  Θεόκριτος; c. 310 a.C.-250 a.C.) foi o poeta grego de maior destaque no período helenístico. Nasceu em Siracusa e deve ter conhecido vários lugares da Magna Grécia e, inclusive, do Egito, que pode-se inferir de seus poemas. Destes, denominados idílios, chegaram-nos cerca de trinta, além de uns epigramas. No entanto, alguns ainda são de autenticidade duvidosa. Seus idílios são divididos em poemas bucólicos, mimos e contos épicos. Os versos de Teócrito revelam preocupação com a forma, mas, ao contrário de seus contemporâneos, a linguagem utilizada é simples.
Teócrito influenciou fortemente a poesia bucólica posterior, como a de Virgílio e a poesia árcade. Mas a poesia de Teócrito é natural e realista, ao contrário da poesia posterior, grandemente idealizada.